# Regió Autònoma de Tigre
La regió autònoma de Tigre fou una unitat administrativa d'Etiòpia que va gaudir teòricament d'àmplia autonomia de 1988 a 1989 (nominalment va existir fins a 1991). Fou creada pel Derg el 1987 i va entrar en funcionament el 1988. Comprenia la regió històrica del Tigre amb una extensió inferior a l'actual. Les regions autònomes de l'Etiòpia socialista tenien considerable poder (fins i tot almenys quatre de les cinc van ser dotades de banderes). El poder fou exercit pel Partit dels Treballadors d'Etiòpia però va tenir molt poca efectivitat, ja que el Front Popular d'Alliberament de Tigre dominava la major part del territori després de la derrota etíop a la batalla d'Afabet (Eritrea, març de 1988) contra el Front Popular d'Alliberament d'Eritrea. Al maig de 1988 es va declarar la llei marcial a Tigre i l'implacable sergent Legesse Asfaw, fou nomenat administrador en cap de la llei marcial amb seu a Mekele, la capital regional (el 1989 a Enda Selassie) i la guerra fou constant amb certes alternatives però quasi sempre favorables finalment al Front Popular d'Alliberament de Tigre. La darrera batalla anomenada d'Enda Selassie va acabar el 19 de febrer de 1989. El 25 de febrer de 1989 les forces del Derg van evacuar Mekele i la presència de representants del govern central a la regió va acabar i aquesta, mai reconeguda pels rebels, va desaparèixer de facto.